# ریکا
کنفرانس همکاری‌های اقتصادی منطقه‌ای برای افغانستان یا ریکا (به انگلیسی: Regional Economic Cooperation Conference for Afghanistan با مخفف RECCA) یک سازوکار همکاری منطقه‌ای با محوریت اقتصادی است که با ابتکار و رهبری افغانستان دور اول آن در تاریخ ۴ و ۵ دسامبر سال ۲۰۰۵ در کابل برگزار شد.
نخستین اجلاس ریکا در سال ۲۰۰۵ در کابل، دومین اجلاس در سال ۲۰۰۶ در دهلی نو، سومین اجلاس در سال ۲۰۰۹ در اسلام‌آباد، چهارمین اجلاس در اواخر سال ۲۰۱۰ در استانبول، پنجمین اجلاس در سال ۲۰۱۲ در دوشنبه و ششمین اجلاس در سال ۲۰۱۵ در کابل برگزار شد.

## پی‌نوشت‌ها
1. ↑  «نسخه آرشیو شده». بایگانی‌شده از اصلی در ۲۴ اکتبر ۲۰۱۵. دریافت‌شده در ۲ سپتامبر ۲۰۱۵.
2. ↑  http://www.payam-aftab.com/fa/doc/news/17814/پنجمین-اجلاس-اقتصادی-افغانستان-آغاز-كار-كرد